# Marcos de Oliveira
 Marcos De Oliveira  est un joueur et entraîneur brésilien de volley-ball né le 25 janvier 1973 à Teresina, dans l'État du Piauí. Il mesure 1,92 m et joue libero.

## Clubs
| Club               | Pays   | De        | À         |
| ------------------ | ------ | --------- | --------- |
| São Paulo Motorola | Brésil | 1999-2000 | 1999-2000 |
| Bento Vôlei        | Brésil | 2003-2004 | 2003-2004 |
| Unisul São José    | Brésil | 2004-2005 | 2004-2005 |
| Tamoyo São Caetano | Brésil | 2005-2006 | 2005-2006 |
| ADC São Bernardo   | Brésil | 2006-2007 | 2006-2007 |
| Montpellier UC     | France | 2007-2008 | 2007-2008 |
| Paris Volley       | France | 2008-2009 | 2008-2009 |
| Beauvais OUC       | France | 2009-2010 | 2009-2010 |

## Palmarès
- Championnat de France (1)
  - Vainqueur : 2009
- Coupe de France
  - Finaliste : 2008